# Shoah Foundation
La Shoah foundation è un'organizzazione non a scopo di lucro avente la finalità di preservare la memoria della tragedia dell'Olocausto durante la Seconda guerra mondiale. Attualmente sono presenti 2 fondazioni di primaria importanza che lavorano a livello internazionale.

## Shoah Foundations di primaria importanza
- La Survivors of the Shoah Visual History Foundation, con sede a Los Angeles, fondata nel 1994 da Steven Spielberg sull'onda del successo e dell'interesse suscitato dal suo film Schindler's List, è un'organizzazione nonprofit creata per la registrazione e catalogazione su supporto audio-video, delle testimonianze dei sopravvissuti e dei testimoni dell'olocausto. Fra il 1994 e il 1999 la fondazione ha realizzato circa 52.000 interviste in 56 paesi in 32 lingue. Hanno partecipato al progetto sopravvissuti ebrei, Testimoni di Geova, omosessuali, Rom e Sinti, liberatori e testimoni della liberazione, prigionieri politici, soccorritori e benefattori, testimoni sopravvissuti ad esperimenti di eugenetica, testimoni ai processi per crimini di Guerra. Nel 2005, la fondazione, grazie ad un accordo con la University of Southern California, si è trasformata in USC Shoah Foundation Institute, in modo da garantirne la preservazione in perpetuo e perfezionarne la catalogazione. La fondazione ha prodotto il film-documentario Gli ultimi giorni, vincitore nel 1999 del premio Oscar al miglior documentario.
- La Fondation pour la Mémoire de la Shoah, con sede a Parigi, è nata nel 2000, finanziata grazie al recupero del denaro e dei beni silenti confiscati agli ebrei francesi durante la Seconda Guerra Mondiale. Scopo della fondazione è di aiutare e promuovere progetti di carattere storico, educativo e di ricerca sulla Shoah e sulla cultura ebraica, al fine di preservarne la memoria, con un'attenzione particolare per la divulgazione dei principi della solidarietà e tolleranza. Fondatrice e presidente onoraria della fondazione è stata Simone Veil, carica mantenuta fino alla sua scomparsa nel giugno 2017, sopravvissuta del campo di Auschwitz e successivamente primo presidente eletto del Parlamento europeo.